# Нова Олександрівка (Дубоссарський район)
Нова Олександрівка (рос. Новая Александровка; рум. Alexandrovca Nouă) — село в Дубоссарському районі в Молдові (Придністров'ї). Входить до складу Красновиноградарської сільської ради.
Станом на 2004 рік у селі проживало 4,3% українців.